# 石巻市立牡鹿中学校
石巻市立牡鹿中学校（いしのまきしりつ おしかちゅうがっこう）は、宮城県石巻市にある公立中学校。

## 概要
- 旧牡鹿町の3つの中学校を統合して誕生したのが牡鹿中学校である[2]。

## 校訓
- 友愛・自律・創造[3]

## 学区
石巻市立鮎川小学校、石巻市立大原小学校、石巻市立寄磯小学校学区

## 沿革
- 2010年（平成22年）4月1日 - 石巻市立鮎川中学校、石巻市立大原中学校、石巻市立寄磯中学校が統合されて、石巻市立牡鹿中学校が開校[5]。

## 生徒数の推移
| 2010年 | 102 |  |
| 2015年 | 49  |  |
| 2020年 | 21  |  |

## 学校教育目標
- 豊かな心,健康な体,自ら学ぶ意欲を持ち,たくましく未来を創る生徒の育成